# Loué

Loué este o comună în departamentul Sarthe, Franța. În 2009 avea o populație de 2,129 de locuitori.